# Griechische Tragödie

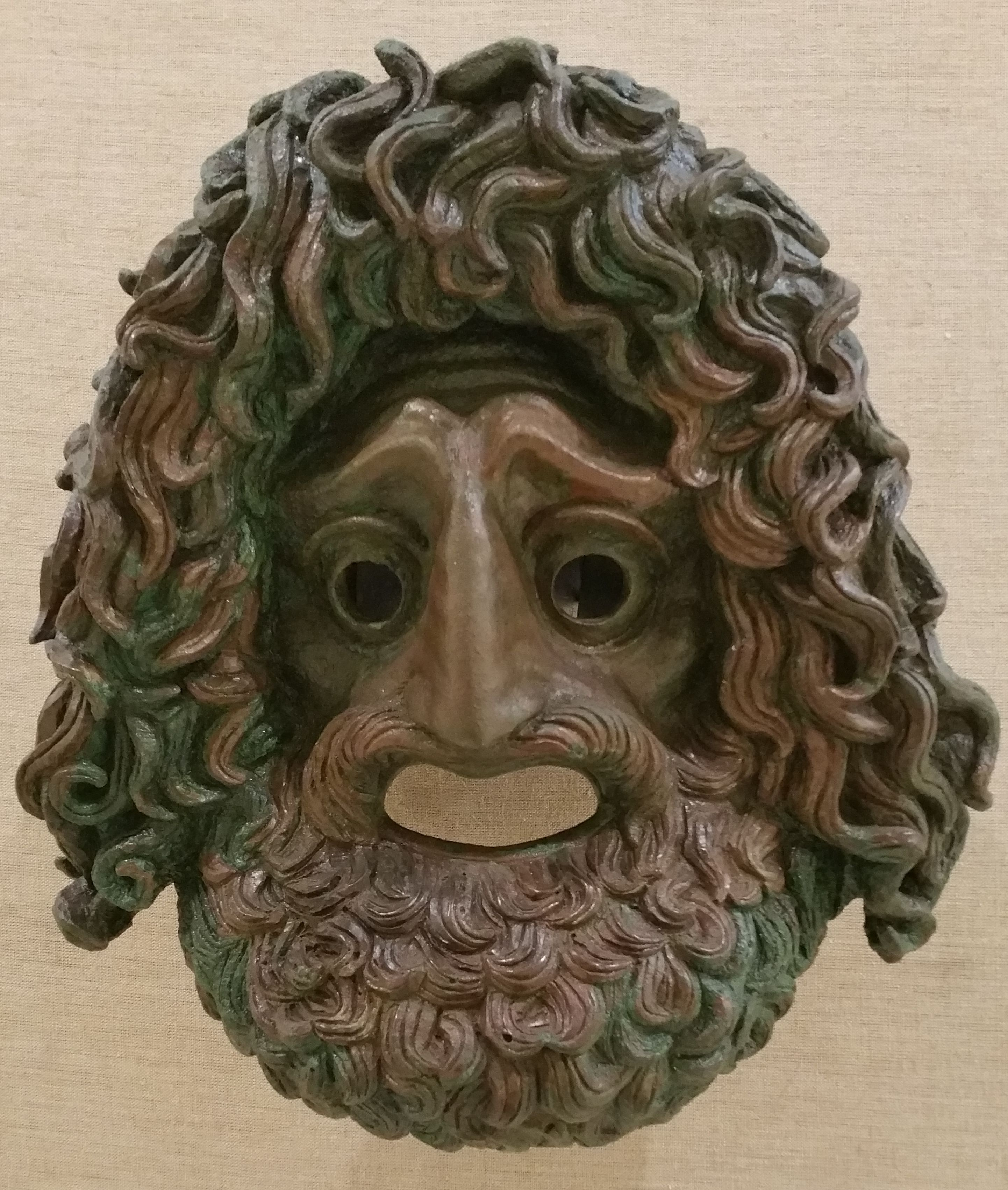
Griechische Tragödienmaske, 4. Jh. v. Chr.

Die griechische Tragödie (altgriechisch τραγῳδία tragōdía, von altgriechisch τράγος trágos „Bock, Ziegenbock“ und ᾠδή ōdḗ „Gesang“, daher im Deutschen auch „Bocksgesang“) entstand im Rahmen der offiziellen Feierlichkeiten in Athen zu Ehren des Weingottes Dionysos. Der Tyrann Peisistratos (um 600–528/527 v. Chr.) erhob den Dionysoskult zum Staatskult von Athen und führte die alljährlichen Großen Dionysien als mehrtägiges Fest ein. Im Jahr 534 v. Chr. führte der Dichter Thespis hierbei die erste Tragödie auf, indem er dem singenden und tanzenden Chor des bereits im 7. Jahrhundert v. Chr. entstandenen Dithyrambos erstmals einen einzelnen Schauspieler gegenüberstellte. Den zweiten Schauspieler führte Aischylos in die Tragödie ein, den dritten Sophokles, wenn nicht bereits Aischylos. Der Zusammenhang mit den Mythen um den Gott Dionysos wurde bald aufgegeben, doch blieb mythische Thematik verbindlich und wurde nur in Ausnahmefällen nicht beachtet.
Ihre Blütezeit hatte die griechische Tragödie zwischen 490 und 406 v. Chr. Die bekanntesten Tragödiendichter waren Aischylos, Sophokles und Euripides. Die wichtigsten antiken Mitteilungen über die attische Tragödie enthält Aristoteles’ Abhandlung mit dem Titel Poetik.

## Handlungen
Die griechische Tragödie behandelt die schicksalhafte Verstrickung des Protagonisten, der in eine so ausweglose Lage geraten ist, dass er durch jedwedes Handeln nur schuldig werden kann. Die herannahende, sich immer deutlicher abzeichnende Katastrophe lässt sich trotz großer Anstrengungen der handelnden Personen nicht mehr abwenden. Der tragische Charakter wird auch mit dem Attribut „schuldlos schuldig“ beschrieben. Die behandelten Themen reichen von philosophischen bis zu religiösen und existentiellen Fragestellungen wie:
- die Seinsfrage;
- das Individuum und die Welt;
- Menschen und Götter;
- Schuld und Sühne;
- Charakter und Schicksal.

Das Schicksal oder die Götter bringen den Akteur in eine unauflösliche Situation, den für die griechische Tragödie typischen Konflikt, welcher den inneren und äußeren Zusammenbruch einer Person zur Folge hat. Es gibt keinen Weg, nicht schuldig zu werden, ohne seine Werte aufzugeben (was einem tragischen Akteur nicht möglich ist). Ein gutes Beispiel ist König Ödipus von Sophokles.

## Aufbau
Die Handlungen sind so aufgebaut, dass sie dem Gesetz der drei Einheiten folgen, nämlich der Einheit des Ortes, der Zeit und der Handlung. Dies bedeutet, dass die dargestellte Handlung linear verläuft, die dargestellte Zeit identisch ist mit der Dauer der Aufführung und das Geschehen sich – von sehr wenigen Ausnahmen abgesehen – am gleichen Schauplatz abspielt.
Der Aufbau folgt dem Grundschema:
- der Prolog: erklärendes „Vorwort“ vor dem Einzug des Chores
- die Parodos: erstes Chorlied beim Auftritt des Chors
- mehrere Epeisodien (Singular: das Epeisodion) und Stasima (Singular: das Stasimon) im Wechsel:
  - Epeisodien sind die Handlungen – vergleichbar den Akten oder Aufzügen – zwischen den Chorliedern.
  - Stasima sind Chorlieder zwischen den Partien der Schauspieler, gelegentlich auch mit Beteiligung der Schauspieler.
- die Exodoi (Plural): Teile nach dem letzten Chorlied

Diese Grundstruktur konnte nicht verändert werden. Eine feste Konvention war der Wechsel zwischen Chören (Liedvers) und den Mono- und Dialogen der Schauspieler (Spielvers). Infolge des linearen Handlungsablaufs waren keine Rückblenden möglich, sondern bereits Geschehenes musste anderweitig zur Kenntnis gebracht werden. Dies galt ebenso für Parallelhandlungen oder wichtige Ereignisse, die dem Publikum wegen der Eigenart der Handlung – etwa Kampfszenen – oder wegen ethischer Konventionen – z. B. wurde die Tötung eines Menschen nicht dargestellt – nicht direkt vorgeführt wurden. Hierfür standen als Mittel etwa die Teichoskopie (Mauerschau), der Botenbericht, der Deus ex machina oder das Ekkyklema zur Verfügung.

## Darstellung
Doch nicht nur der strenge Aufbau der Tragödie musste eingehalten werden, es waren daneben auch noch folgende Konventionen zu beachten:
- Die Schauspieler trugen Masken. Es sind keine Masken (nur reduzierte Versionen im Museum von Lipari in Italien) erhalten, aber man kann Abbildungen auf Vasen finden.
  - Die Maske gab ein starres, erschreckendes Aussehen.
  - Die Individualität und Identität des Schauspielers wurde abgelegt.
  - Sie vereinfachte dem Schauspieler das Rollenspiel.
- Das Kostüm konnte der die Aufführung besorgende Chorege frei zusammenstellen, es war jedoch zeitgenössisch historisch.
- Die Tragödie wurde immer im Freien, nie in geschlossenen Räumen aufgeführt.
- Schauspieler waren ausschließlich männlich (weibliche Charaktere wurden mit Hilfe der Masken dargestellt)

Von der zugehörigen Musik sind nur Bruchstücke erhalten.

## Ziel der Tragödie
Das Ziel einer Tragödie war gemäß Aristoteles der Sinneswandel beim Zuschauer: So sollte eine „Reinigung“ (Katharsis) von bestimmten Gefühlen eintreten. Durch das Durchleben von Jammer/Rührung und Schrecken/Schauder (griechisch éleos und phóbos; von Lessing etwas irreführend mit „Mitleid und Furcht“ übersetzt) erfährt der Zuschauer der Tragödie eine Läuterung seiner Seele von diesen Erregungszuständen.